# Le cœur est un chasseur solitaire
Le cœur est un chasseur solitaire (titre original : The Heart is a Lonely Hunter) est le premier roman que publie Carson McCullers en 1940, à l'âge de 23 ans.
Il figure à la 17e place dans la liste des cent meilleurs romans de langue anglaise du XXe siècle établie par la Modern Library en 1998.

## Résumé
Dans une petite ville du Sud des États-Unis, John Singer vit avec son ami Antonapoulos. Tous deux sont sourds-muets. Lorsque Antonapoulos est interné dans un asile, Singer se loge chez les Kelly.
Ce roman polyphonique suit l'histoire assez pessimiste du destin croisé et des différents protagonistes : Mick Kelly (une jeune fille de 14 ans), sa famille, un docteur noir, un tenancier de bar, un communiste, etc. Tous se confient au sourd-muet. Il les apaise alors que lui-même ne vit que pour son ami. Chaque personnage vit pour un projet, un rêve, une ambition qui le pousse ou le détruit.
Le récit se déroule dans les années 1930, au moment de l'ascension de Mussolini et de Hitler.

## Inspiration autobiographique
Le personnage de Mick Kelly, une jeune adolescente, est inspiré par l'enfance de Carson McCullers. L'autrice partage avec son personnage un style vestimentaire androgyne, la passion pour la musique et le piano appris en autodidacte.

## Éditions françaises
- Le cœur est un chasseur solitaire, traduit par Marie-Madeleine Fayet, Paris, Stock, « Le Cabinet cosmopolite » no 92, 1947.
- Le cœur est un chasseur solitaire, traduit par Marie-Madeleine Fayet réed. Stock, Coll. Le  Livre de Poche n°3025, 1947.
- Le cœur est un chasseur solitaire, traduit par Frédérique Nathan, Paris, Stock, « Nouveau Cabinet cosmopolite», 1993.

## Adaptation
- 1968 : Le cœur est un chasseur solitaire (The Heart Is a Lonely Hunter), réalisé par Robert Ellis Miller, avec Alan Arkin et Sondra Locke.

## Musique
- Le groupe Timber Timbre s'est inspiré de ce titre pour sa chanson Lonesome Hunter sur l'album Creep On Creepin' On (2011).
- Théo Hakola avec son groupe Passion Fodder a écrit, sur l'album Fat Tuesday, une chanson Heart Hunters librement inspirée du roman The Heart is a Lonely Hunter et de la vie de Carson McCullers. Cette chanson a aussi donné lieu a un clip.